# Ripple (Kent)
Ripple, auch Ripple Vale, ist ein englisches Dorf und ein Civil Parish mit 372 Einwohnern (Stand: 2011) im Dover District im östlichen Kent.
Der britische Feldmarschall John French, 1. Earl of Ypres wurde 1852 hier geboren. Er war Kommandeur des ersten Britischen Expeditionskorps im Ersten Weltkrieg. Seine Asche wurde nahe der Dorfkirche bestattet. Seine Schwester Charlotte Despard wurde 1844 in Ripple geboren. Die Frauenrechtlerin und Schriftstellerin war 1907 Gründungsmitglied der Women’s Freedom League.
Die Grundschule Ripple Primary School wurde 2007 wegen zu geringer Schülerzahlen geschlossen. Mit The Plough Inn befindet sich ein Pub im Ort. Sehenswert ist eine restaurierte Windmühle, die Ripple Mill.